# تربوتالین
تربوتالین (به انگلیسی: Terbutaline)
رده درمانی: داروهای مقلد سمپاتیک
اشکال دارویی: قرص، افشانه و آمپول

## موارد مصرف
- مهارکننده زایمان پیش از موعد (توکولیتیک)
- درمان آسم و سایر موارد اسپاسم برگشت‌پذیر مجاری تنفسی به عنوان برونکودیلاتور.

## مکانیسم اثر
تربوتالین یک مقلد سمپاتیکی با اثر مستقیم است که فعالیت تحریکی بتا-آدرنوسپتور و فعالیت انتخابی نسبت به گیرنده‌های بتا-۲ دارد (یک آگونیست بتا۲می‌باشد). هنگامی که مصرف گردد موجب شل شدن عضلات صاف جدار برونش‌ها و جدار رحم شده به عنوان یک گشادکننده برونش عمل می‌کند.

## عوارض جانبی
لرزش خفیف (معمولاً دردست‌ها)، فشارعصبی، سردرد، گشادی‌عروق محیطی، تپش قلب، تاکیکاردی، به ندرت دردهای عضلانی، کاهش پتاسیم سرم متعاقب تجویز مقادیر زیاد، واکنش‌های حساسیت بیش از حد شامل‌اسپاسم برونشیال پارادوکسیمال، کهیر وآنژیوادم از عوارض جانبی دارو هستند.

## استریو شیمی
تربوتالین شامل یک مرکز استریو و متشکل از دوانانتیومر است. این یک racemate است، یعنی یک ترکیب ۱: ۱ از (R) - و (S) - فرم:
| انانتیومرازتربوتالین   | انانتیومرازتربوتالین   |
| ---------------------- | ---------------------- |
| CAS-Nummer: 37394-31-3 | CAS-Nummer: 90877-48-8 |